# Luigi Cagnetta
Luigi Cagnetta (Terlizzi, 22 marzo 1859 – Roma, 25 settembre 1939) è stato un politico e magistrato italiano.

## Biografia
Venne nominato senatore del Regno d'Italia il 6 marzo 1910.
Magistrato di carriera "per circa sessant'anni Luigi Cagnetta dedicò la sua fervida e intelligente attività alla pubblica amministrazione, nella quale percorse una brillante carriera fino al grado di presidente di sezione del Consiglio di Stato". Infatti, iniziò come referendario del Consiglio di Stato, percorrendo tutta la relativa carriera fino a divenirne presidente di sezione il 19 dicembre 1920.
Fu anche membro del Consiglio d'amministrazione delle Ferrovie dello Stato, nonché presidente supplente della Commissione per l'ammissione al gratuito patrocinio davanti alle sezioni giurisdizionali del Consiglio di Stato.